# Oksana Okunyeva
Oksana Okunyeva (en ucraniano: Оксана Григорівна Окунєва) (Mykolaiv, 14 de marzo de 1990) es una atleta ucraniana especializada en salto de altura.

## Carrera
En 2007 comenzó su carrera deportiva, participando en el Campeonato Mundial de Atletismo Sub-18 que se celebró en la ciudad checa de Ostrava, donde acabó en sexto lugar con un salto de 1,78 metros. Sí que lograba poco después la medalla de bronce en el Festival Olímpico de la Juventud Europea de Belgrado, saltando con una marca de un centímetro menos que la anterior. En 2009, nuevamente en Serbia, ahora en el Campeonato Europeo de Atletismo Sub-20 quedaba en sexto lugar tras saltar 1,80 m.
En 2011, en el Campeonato Europeo de Atletismo en Pista Cubierta de París acababa séptima en el salto de altura tras conseguir una marca de 1,92 metros. Mejoraba en dos centímetros su marca en el Campeonato Europeo de Atletismo Sub-23 de Ostrava, que le valió la medalla de plata. Posteriormente, en la Universiada de Shenzhen (China) acababa en octavo lugar con 1,84 metros.
En 2012 en el Campeonato Mundial de Atletismo en Pista Cubierta de Estambul no superó la fase clasificatoria, con 1,83 metros. Al año siguiente, su desarrollo no continuó mejorando en el Campeonato Mundial de Atletismo de Moscú, donde acabó en decimoquinto lugar, con un salto de 1,88 metros. Para 2014, en el Campeonato Europeo de Atletismo por Equipos celebrado en Brunswick lograba la medalla de plata con un salto de 1,95 metros. Para la cita suiza del Campeonato Europeo de Atletismo acababa en sexto lugar.
Para 2015, en el Campeonato Mundial de Atletismo de Pekín (China) no superaba la fase de clasificación, al no mejorar la marca de 1,89 metros, que la dejó en decimocuarto lugar. Un año más tarde, en el Campeonato Europeo de Atletismo de Ámsterdam quedaba en sexto lugar (con marca de 1,89 m.). Poco después participaría en su primera experiencia olímpica, viajando con la expedición ucraniana a Río 2016. Terminó en vigésimo segundo lugar en la clasificación final.
En 2017 en el Campeonato Europeo de Atletismo en Pista Cubierta celebrado en Belgrado acababa en el sexto lugar. Peor resultado acababa por tener en la cita londinense del Campeonato Mundial de Atletismo, al acabar en vigesimosegundo lugar. Poco después conseguía alzarse con sendas medallas de oro en las citas de la Universiada y la DécaNation. En 2018, en la cita belga de la Liga de Diamante, en el Memorial van Damme, acabó en quinto lugar con un salto de 1,85 metros. Después, en la cita alemana del Campeonato Europeo de Atletismo terminó en el décimo puesto, con 1,87 metros.

## Resultados

### Por temporada
| Representando a Ucrania | Representando a Ucrania                           | Representando a Ucrania | Representando a Ucrania | Representando a Ucrania | Representando a Ucrania |
| ----------------------- | ------------------------------------------------- | ----------------------- | ----------------------- | ----------------------- | ----------------------- |
| Año                     | Competición                                       | Lugar                   | Puesto                  | Marca                   |                         |
| 2007                    | Campeonato Mundial de Atletismo Sub-18            | Ostrava                 | 6.ª                     | 1,78 m.                 |                         |
| 2007                    | Festival Olímpico de la Juventud Europea          | Belgrado                | 3.ª                     | 1,77 m.                 |                         |
| 2009                    | Campeonato Europeo de Atletismo Sub-20            | Novi Sad                | 6.ª                     | 1,80 m.                 |                         |
| 2011                    | Campeonato Europeo de Atletismo en Pista Cubierta | París                   | 7.ª                     | 1,92 m.                 |                         |
| 2011                    | Campeonato Europeo de Atletismo Sub-23            | Ostrava                 | 2.ª                     | 1,94 m.                 |                         |
| 2011                    | Universiada                                       | Shenzhen                | 8.ª                     | 1,84 m.                 |                         |
| 2012                    | Campeonato Mundial de Atletismo en Pista Cubierta | Estambul                | 17.ª (q)                | 1,83 m.                 |                         |
| 2013                    | Campeonato Mundial de Atletismo                   | Moscú                   | 15.ª (q)                | 1,88 m.                 |                         |
| 2014                    | Campeonato Europeo de Atletismo por Equipos       | Brunswick               | 2.ª                     | 1,95 m.                 |                         |
| 2014                    | Campeonato Europeo de Atletismo                   | Zúrich                  | 6.ª                     | 1,94 m.                 |                         |
| 2015                    | Campeonato Mundial de Atletismo                   | Pekín                   | 14.ª (q)                | 1,89 m.                 |                         |
| 2016                    | Campeonato Europeo de Atletismo                   | Ámsterdam               | 6.ª                     | 1,89 m.                 |                         |
| 2016                    | Juegos Olímpicos                                  | Río de Janeiro          | 22ª (q)                 | 1,89 m.                 |                         |
| 2017                    | Campeonato Europeo de Atletismo en Pista Cubierta | Belgrado                | 6.ª                     | 1,92 m.                 |                         |
| 2017                    | Campeonato Mundial de Atletismo                   | Londres                 | 22ª (q)                 | 1,89 m.                 |                         |
| 2017                    | Universiada                                       | Taipéi                  | 1.ª                     | 1,97 m.                 |                         |
| 2017                    | DécaNation                                        | Angers                  | 1.ª                     | 1,88 m.                 |                         |
| 2018                    | Liga de Diamante - Memorial van Damme             | Bruselas                | 5.ª                     | 1,85 m.                 |                         |
| 2018                    | Campeonato Europeo de Atletismo                   | Berlín                  | 10.ª                    | 1,87 m.                 |                         |

### Mejores marcas
| Disciplina                       | Marca   | Lugar     | Fecha               |
| -------------------------------- | ------- | --------- | ------------------- |
| Salto de altura (pista cubierta) | 1,94 m. | París     | 5 de marzo de 2011  |
| Salto de altura (exterior)       | 1,98 m. | Berdichev | 28 de junio de 2014 |
| Salto de longitud (exterior)     | 5,40 m. | Yalta     | 17 de mayo de 2011  |